# Dumitrița, Bistrița-Năsăud
Dumitrița (germană Waltersdorf, maghiară Kisdemeter) este satul de reședință al comunei cu același nume din județul Bistrița-Năsăud, Transilvania, România.

## Numele
Numele localității este în dialectul săsesc Wâinderšdref respectiv Wa(i)dersdraf.

## Obiective
- Biserica evanghelică din Dumitrița
- Pământul crăiesc al sașilor, partea nordică
  - Țara Năsăudului de lângă Năsăud
  - Reener Ländchen de lângă Reghin